# Ödenäs distrikt
Ödenäs distrikt är från 2016 ett distrikt i Alingsås kommun och Västra Götalands län.
Distriktet ligger söder om Alingsås.

## Tidigare administrativ tillhörighet
Distriktet inrättades 2016 och utgörs av socknen Ödenäs i Alingsås kommun.
Området motsvarar den omfattning Ödenäs församling hade vid årsskiftet 1999/2000..